# Roswitha Gerdes
Roswitha Gerdes (Damme, 28 juni 1961) is een middellangeafstandsloper uit Duitsland.
Op de Olympische Zomerspelen van Los Angeles in 1984 liep ze voor
West-Duitsland de 1500 meter, waarin ze in de finale als vierde finishte.

## Persoonlijk record
| Onderdeel | Resultaat | Jaar |
| --------- | --------- | ---- |
| 800 m     | 1:58.88   | 1984 |
| 1000 m    | 2:37.68   | 1984 |
| 1500 m    | 4:04.41   | 1984 |
| 3000 m    | 8:54.60   | 1984 |

| Onderdeel | Resultaat | Jaar |
| --------- | --------- | ---- |
| 800 m     | 2:04.01   | 1984 |
| 1500 m    | 4:10.03   | 1984 |

- World Athletics: 14358182